# Wołodymyr Arjew
Wołodymyr Ihorowycz Arjew, ukr. Володимир Ігорович Ар'єв (ur. 31 marca 1975 w Kijowie) – ukraiński polityk i dziennikarz, poseł do Rady Najwyższej.

## Życiorys
Studiował fizykę na Kijowskim Uniwersytecie Narodowym im. Tarasa Szewczenki, ostatecznie ukończył na tej uczelni dziennikarstwo (2002). Kształcił się także w szkole dziennikarskiej prowadzonej przez BBC World Service. Od połowy lat 90. związany z mediami, zaczynał jako współpracownik kijowskiego korespondenta BBC, następnie był korespondentem, gospodarzem i producentem programów publicystycznych w stacjach telewizyjnych Perszyj kanał, Inter, 1+1, STB, 5 kanał. Prowadził też własną działalność producencką.
W 2007 został wpisany na dziesiąte miejsce listy wyborczej Nasza Ukraina-Ludowa Samoobrona jako przedstawiciel Ludowej Samoobrony Jurija Łucenki, uzyskując mandat poselski. W 2012 z powodzeniem ubiegał się o reelekcję z ramienia skupiającej środowiska opozycyjne Batkiwszczyny. W 2014 dołączył do Bloku Petra Poroszenki, w tym samym roku oraz w 2019 ponownie był wybierany na deputowanego. W 2020 uzyskał także mandat radnego obwodu chmielnickiego.